# Manfred Pawlak
Manfred Pawlak (* 28. Juni 1929 in Berlin; † 10. April 1995 ebenda) war ein deutscher Politiker (SPD).
Manfred Pawlak besuchte eine Oberschule und machte 1947 das Abitur. Er wurde Dienstanwärter beim Berliner Bezirksamt Spandau und trat 1949 der SPD bei. Ab 1950 studierte er an der Freien Universität Berlin Rechtswissenschaften. 1959 legte er das zweite juristische Staatsexamen ab. Bereits bei der Berliner Wahl 1958 wurde Pawlak in die Bezirksverordnetenversammlung in Spandau gewählt. Er wurde Rechtsanwalt und ab 1971 Notar in Spandau. Bei der Wahl 1967 wurde er in das Abgeordnetenhaus von Berlin gewählt. Bei der Wahl 1975 rückte er erst im Juni 1975 nach, da Wolfgang Behrendt zum Bezirksstadtrat in Spandau gewählt wurde. 1979 schied Pawlak endgültig aus dem Parlament aus.
Pawlak war zeitweise Präsident des Fußballvereins Tennis Borussia Berlin.  